# Joachim Burkhardt
Joachim Burkhardt (* 21. Januar 1933 in Borna; † 25. April 2012 in Berlin) war ein deutscher Fernsehjournalist, Schriftsteller und Dramatiker.

## Leben

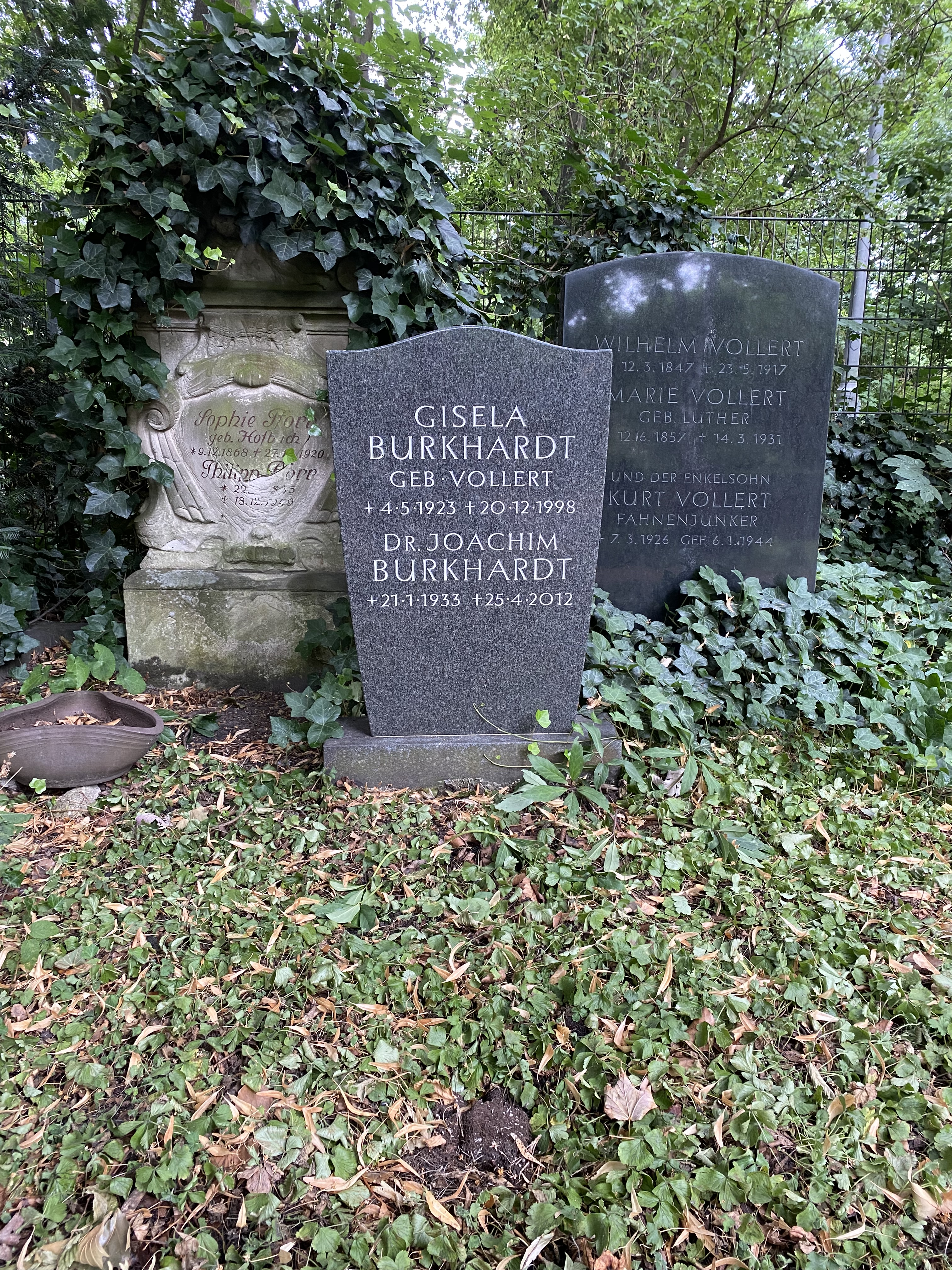
Grabstätte auf dem Friedhof Wilmersdorf

Burkhardt, Sohn des Juristen Rudolf Burkhardt und seiner Frau Hildegard geb. Scholl, studierte Theologie, Publizistik und Germanistik und wurde 1961 an der Freien Universität Berlin mit einer Arbeit zur Krisis der Dichtung als theologisches Problem zum Dr. phil. promoviert.
Er arbeitete beim Fernsehsender Deutsche Welle TV, zuletzt als Leiter der Stabsstelle Koordination, und war dort für zahlreiche Fernseh-Features verantwortlich.
Seit den 1960er Jahren veröffentlichte er Romane, Erzählungen sowie Theaterstücke und theologische Texte. In seinem 1983 erschienenen Buch Meißen – meine Stadt erzählt er von seiner Jugend in Meißen.
In seiner Betrachtung „Die größere Wirklichkeit“ beschäftigte er sich mit dem Verhältnis von Denken und Glauben, Rationalität und Religiosität und der Versöhnung der Bereiche in einem neuen Dialog zwischen den Weltreligionen.
Joachim Burkhardt starb am 25. April 2012 in Berlin. Er ruht auf dem Friedhof Wilmersdorf.

## Werke

### Bücher
- Wie ein bitterer Kern. Roman. Flamberg, Zürich/Stuttgart 1960.
- Wer sammelt die Stunden. Erzählungen. Flamberg, Zürich/Stuttgart 1961.
- Die Krisis der Dichtung als theologisches Problem. Zwingli, Zürich/Stuttgart 1962 (zugl. Dissertation, FU Berlin 1961)
- Kirchensprache – Sprache der Kirche. Zwingli, Zürich/Stuttgart 1964.
- Zum Beispiel im Juni. Roman. Flamberg, Zürich/Stuttgart 1965.
- Prediger oder Literaten? 3 Thesen zum schriftstellerischen Engagement. Flamberg, Zürich/Stuttgart 1967.
- Der Komödiant. Erzählung. Hoffmann und Campe, Hamburg 1969.
- Ein Stück Brot. Alltag und Geschichte in Russland und der Ukraine. Daedalus, Münster 1992, ISBN 3-89126-044-X.
- Meißen – meine Stadt. Ein sächsischer Bericht. Ullstein, Frankfurt am Main u. a. 1983, ISBN 3-548-20292-9
- Ein Film für Goethe. Eine Erinnerung. Daedalus, Münster 1993, ISBN 3-89126-051-2, erweiterte Sonderausgabe 1999, ISBN 3-89126-250-7.
- Die größere Wirklichkeit. Anmerkungen zum religiösen Bewußtsein. Daedalus, Münster 1999, ISBN 3-89126-106-3.
- Das Fest des Daseins (= Glauben und leben; Band 28). Lit, Münster 2005, ISBN 3-8258-8710-3.

### Bühnenwerke
- Die neue Robinsonade. Schauspiel. Uraufführung: Saarbrücken, 1964.
- Lassalle. Uraufführung: Schauspielhaus Wuppertal, 8. September 1978 (Regie: Heinz Kreindl)[4] – über Ferdinand Lassalle
- Potsdam. Schauspiel. Uraufführung: Staatstheater Stuttgart, 29. November 1991[5] (Regie: Jürgen Bosse) – über die Konferenz von Potsdam
- Johannistag. Stück in 20 Szenen. Uraufführung: Theater Heilbronn, 15. Januar 1994[6] – über Walther Rathenau und seinen Mörder Erwin Kern

### Fernsehfilme
Über Johann Wolfgang von Goethe:
- Von Frankfurt nach Weimar. Johann Wolfgang von Goethe 1749–1786, WDR 1982.
- In ein neues Jahrhundert. Johann Wolfgang von Goethe 1786–1832, WDR 1982.

Über Friedrich Schiller:
- Ein Genie findet Worte. Friedrich Schiller. 1759–1783, DW/NDR 1993.
- Die Schranken sind durchbrochen. Friedrich Schiller 1783–1791, DW/NDR 1993.
- Die Kunst – eine Tochter der Freiheit. Friedrich Schiller 1791–1805, DW/NDR 1993.

Über Heinrich Heine:
- Vergiftet sind meine Lieder. Heinrich Heine 1797–1821, DW 1997.
- Der Sturm wart mich an den Seine-Strand. Heinrich Heine 1821–1831, DW 1997.
- Vernehmt mein Schluchzen und mein Flehen. Heinrich Heine 1831–1856, DW 1997.